# 나벨리
나벨리(이탈리아어: Navelli)는 이탈리아 아브루초주 라퀼라도에 있는 코무네이며 사프란 생산으로 유명하다.